# Alekszandr Naurov
Alekszandr Naurov (Szovjetunió, Szaratov, 1985. március 4. –) profi orosz jégkorongozó.

## Karrier
Komolyabb junior karrierjét a Lokomotyiv-2 Jaroszlavban kezdte 2001–2002-ben mely akkor az orosz harmadosztályt jelentette. 2005-ig volt ebben a csapatban. A 2003-as U-18-as junior jégkorong világbajnokságon képviselte hazáját. A 2003-as NHL-drafton a Dallas Stars választotta ki a negyedik kör 134. helyén. 2005-ben felkerült a felnőtt jaroszlavi csapatba az orosz legfelső ligába 11 mérkőzésre. A következő szezonban az orosz másodosztályban a Kristall Szaratovban szerepelt. 2006–2007-ben a finn elsőosztályba az Ässät Poriba igazolt de 11 mérkőzés után lekerült a másodosztályba a TuTo Turkuba négy mérkőzésre. A finn kitérő után de még a 2006–2007-es szezonban átkerült a tengeren túlra az ECHL-es Idaho Steelheadsbe ahol a következő szezon felét is játszotta majd a szintén ECHL-es Bakersfield Condorsba került. Az amerikai túra után visszatért Oroszországba a másodosztályba előbb a Kapitan Stupinoba majd a HK Belgorodba. 2009–2010-be a KHL-es Toljatti Lada csapatához írt alá 26 mérkőzésen négy pontot szerzett.

## Külső hivatkozások
- Statisztika
- Statisztika